# Gideåbacka

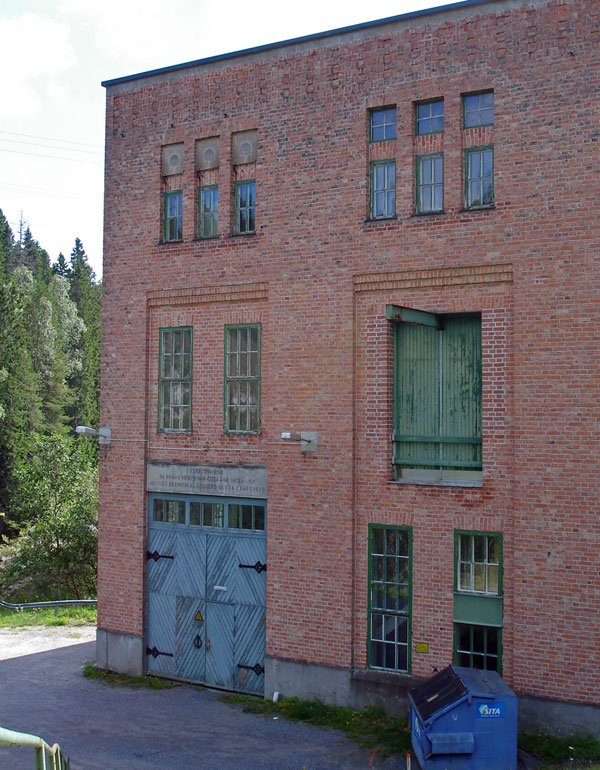
Gideåbacka kraftstation.

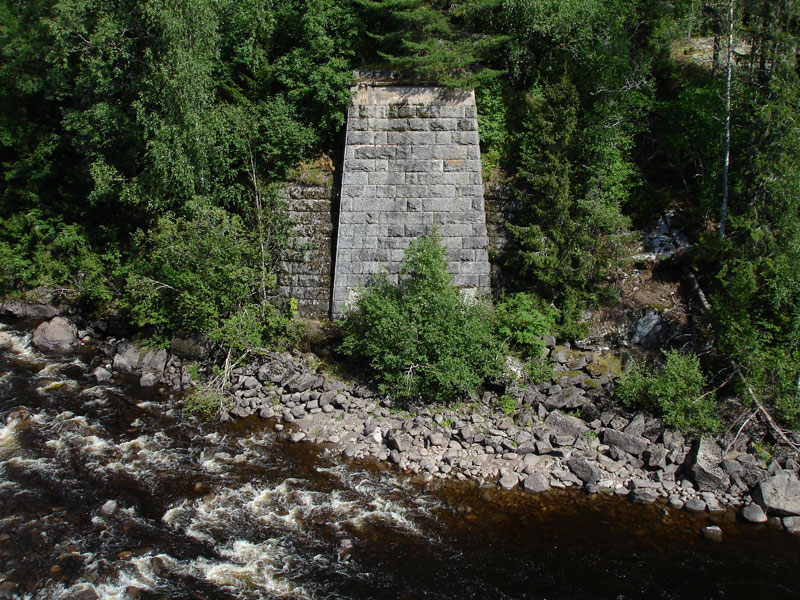
Norra fästet till gamla bron över Gideälven där Riks-13 en gång gick.

Gideåbacka är en ort i Grundsunda socken i Örnsköldsviks kommun, Västernorrlands län. Gideåbacka är den nedersta byn vid Gideälvens södra sida, mitt emot Dombäck på den norra. Närmaste tätort är Husum.

## Gideåbacka laxfiske och gård
Gideåbacka omnämns i jordeböcker från 1543 och framåt. Av 1552 års fiskeriregister framgår att fru Pernilla till Vik (Sparre av Ellinge) där hade en gård som hette Ideböle och som hade del i laxfisket i älven.
Gården överlämnades 1644 till två bröder av släkten Blix, Mårten Pedersen-Blix (adlad Blixenkrona) och Peder Blix, som arrenderade kronofisket. Gården blev därefter säte för norra Ångermanlands kronofogdar och förblev så fram till slutet av 1700-talet. Det sägs att kronofogdarna inredde manbyggnaden så att den liknade ett slott.

## Olof Gimbergssons epok
En person som fick stor betydelse inte bara för Gideåbacka utan för hela bygden under 1800-talet var Olof Gimbergsson (1818–1886). Hans far, storbonden och kommunalmannen Jonas Johnsson i Dombäcksmark, hade köpt Gideåbackahemmanet och när Olof gifte sig som 20-åring fick han det i gåva, med kreatur och allt. Med hemmanet som bas utvecklade Olof Gimbergsson en omfattande handels- och industriverksamhet. Han köpte upp varor såsom lärft, salpeter, pottaska, näver, ved, bjälkar, tjära och strömming i trakten. Varorna lastades på Gimbergssons egna fartyg för transport till marknader söderut, bland annat i Mälardalen (särskilt Strömsholm) och Köpenhamn. Åter till hemmahamnen förde fartygen bland annat spannmål, spik och kaffe.
Gimbergssons herrgård stod ungefär 300 meter söder om den nuvarande kraftstationen.

### Gideåbacka varv
För att få större fartyg rustade Olof Gimbergsson upp ett varv i Gideåbacka där han 1856 byggde skonerten Regina om 89 skeppsläster. Varvet flyttades därefter till Holmen i Gideälvens mynning. Där byggde Gimbergsson 1857 skonerterna Säkerheten (36 läster) och Miranda (70 läster).

### Gideåbacka ångsåg
Det största industriföretaget i trakten, James Dickson & Co, förvärvade 1852 rätten att anlägga ett sågverk vid gamla landsvägsbron i Gideåbacka av Olof Gimbergsson. Dickson förverkligade dock aldrig dessa planer. I stället köpte Gimbergsson tillbaka sågplatsen tillsammans med sin kompanjon Johan Conrad Unge (1831–1910; vanligen kallad J.C. Unge eller C.J. Unge), som ursprungligen anställts som skrivare i företaget. Gimbergsson och Unge anlade 1872 en ångsåg på platsen. För att få skog till sågverket köpte Gimbergsson och Unge bland annat 20-åriga avverkningsrätter av hemmansägare i Björna by 1873.
Gideåbacka ångsåg såldes bara några år senare till Olof Wijk i Göteborg, som 1875 köpt in Husums sågverk och bildat Gideå & Husums AB. Sågverket fick 1879 en ny och kraftfullare ångmaskin och försågs med sex ramar, men 1906 avslutades driften och sågen revs.

### Slutet på Gimbergssons epok
Efter Olof Gimbergssons död fortsatte hans kompanjon Unge ensam att driva företaget. Gideåbacka herrgård flyttades till Mon i Husum där Unge öppnade lanthandel. Unge förblev en dominerande person inom trävaruhandeln i trakten och var själv bosatt på herrgården i Dombäck.

## Gideåbacka kraftstation
Under 1900-talets första decennium förvärvade Mo och Domsjö AB aktierna i Gideå-Husum AB och tog därmed över Gideåbacka ångsåg. Sedan sågverket rivits anlade Mo och Domsjö 1919 på platsen Gideåbacka kraftstation för att försörja sulfatfabriken i Husum, som uppfördes vid samma tid. Kraftstationen ritades av Otar Hökerberg. Effekten uppgick till 7 500 kW och Bodumsjön och Gissjön i Gideälven reglerades för att säkra vattenförsörjningen. Kraftstationen har sedermera byggts ut till 15 MW och ägs numera av norska Statkraft.

## Kommunikationer
Den gamla kustlandsvägen korsade Gideälven i Gideåbacka. Flera olika färjställen och broar har funnits. Rikstretton gick över älven på en bro alldeles ovanför kraftstationen, 200 meter uppströms nuvarande E4-bron.